# Louis Dubois (homme politique, 1859-1946)
Pour les articles homonymes, voir Louis Dubois et Dubois.
Louis, Joseph, Marie Dubois, né le 10 juin 1859 au Palais à Belle-Île-en-Mer (Morbihan) et mort le 20 janvier 1946 à Puteaux (Hauts-de-Seine), est un homme politique français.

## Biographie
Il crée à Tours, en 1890, un journal bi-hebdomadaire : Le Tourangeau, pour promouvoir la viticulture.
Il crée à Paris, en 1903, le Journal de l'entreprise et de l'industrie qui devint, par la suite, Le Moniteur des travaux publics et du bâtiment? qui deviendra le Groupe Moniteur.
Avec M. Prieur, inventeur de procédés de photographie et d'impressions trichromes, il crée l'imprimerie « Prieur et Dubois », avec laquelle il obtint des Grands prix à toutes les expositions universelles de 1904 à 1911 : Saint-Louis (1904), Liège (1905), Milan (1906), Londres (1908), Bruxelles (1910), Turin (1911).
Il est député de la Seine de 1910 à 1932, d'abord  au groupe des Républicains progressistes puis à la Fédération républicaine, Entente républicaine démocratique et à l'Union républicaine démocratique. Il est ministre du commerce, de l'industrie et des Postes et Télégraphes au sein du cabinet Clemenceau à partir du 27 novembre 1919 jusqu'au 18 janvier 1920, où il démissionne.
Il succède en 1919 au député Paul Beauregard, décédé, à la tête de l'Union du commerce et de l'industrie pour la défense sociale, fondée en 1897 et proche de la Fédération républicaine. Il est remplacé comme président par Frédéric François-Marsal lorsqu'il devient brièvement ministre du commerce puis par Claude-Joseph Gignoux en juin 1933; il devient président d'honneur de l'Union et il continue à participer voire à présider ses déjeuners mensuels qui rassemblent élites économiques et hommes politiques modérés.

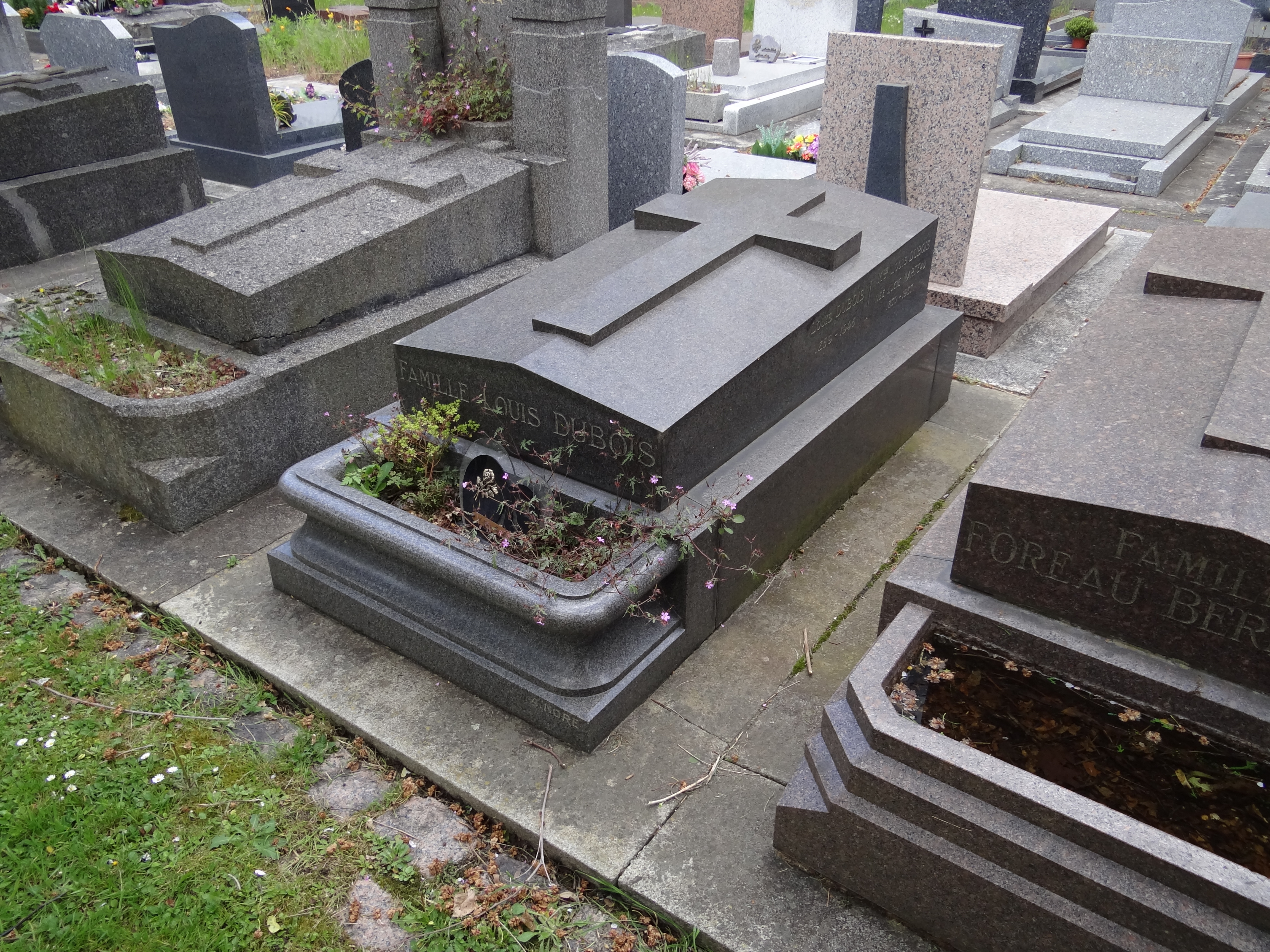
La tombe de Louis Dubois au cimetière nouveau de Puteaux (Hauts-de-Seine).

## Sources
- « Louis Dubois (homme politique, 1859-1946) », dans le Dictionnaire des parlementaires français (1889-1940), sous la direction de Jean Jolly, PUF, 1960 [détail de l’édition]